# ZAPP (音楽グループ)
ZAPP（ザップ）とは、フィンガー5の三男・正男と四男・晃（現・T.AKIRA）によって結成されたデュオグループである。　後に、バンドグループ「ZAPP2アキラスペシャル」へと名前が引継がれる。

## 概要
メンバーとしては、兄弟のみであったがライブや音楽祭などのステージでは、サポートメンバーを加えてバンド形式で演奏を行っていた。
作品の1つ「恋のゴールデンソウル」は、A面が日本語詞、B面が英語詞。ワム!のジョージ・マイケルの作である。
フィンガー5当時のルックスとは異なり、テクノカット全盛の1980年代であるため、二人とも刈上げたショートカット。晃はトレードマークのサングラスをかけず、うっすらと化粧も施していた。
ライブ活動は新宿ルイードなどライブハウス中心に行っていたが、レコードも先の１枚のみで活動期間は短かった。
後にフィンガー5SSBというグループで活動したときにも歌われた「DJ」など、メンバー自作のオリジナル曲も披露されていた。

## 活動歴
- 1985年3月、シングル『恋のゴールデンソウル』(日本コロムビア)を発売。
- 1985年同月、第14回東京音楽祭国内大会に出場。

## ZAP2アキラスペシャル
その後、晃のみが残り、ZAPP2アキラスペシャルというバンドを結成。